# 托伊費爾斯巴赫河
50°44′35.72″N 7°9′48.80″E / 50.7432556°N 7.1635556°E

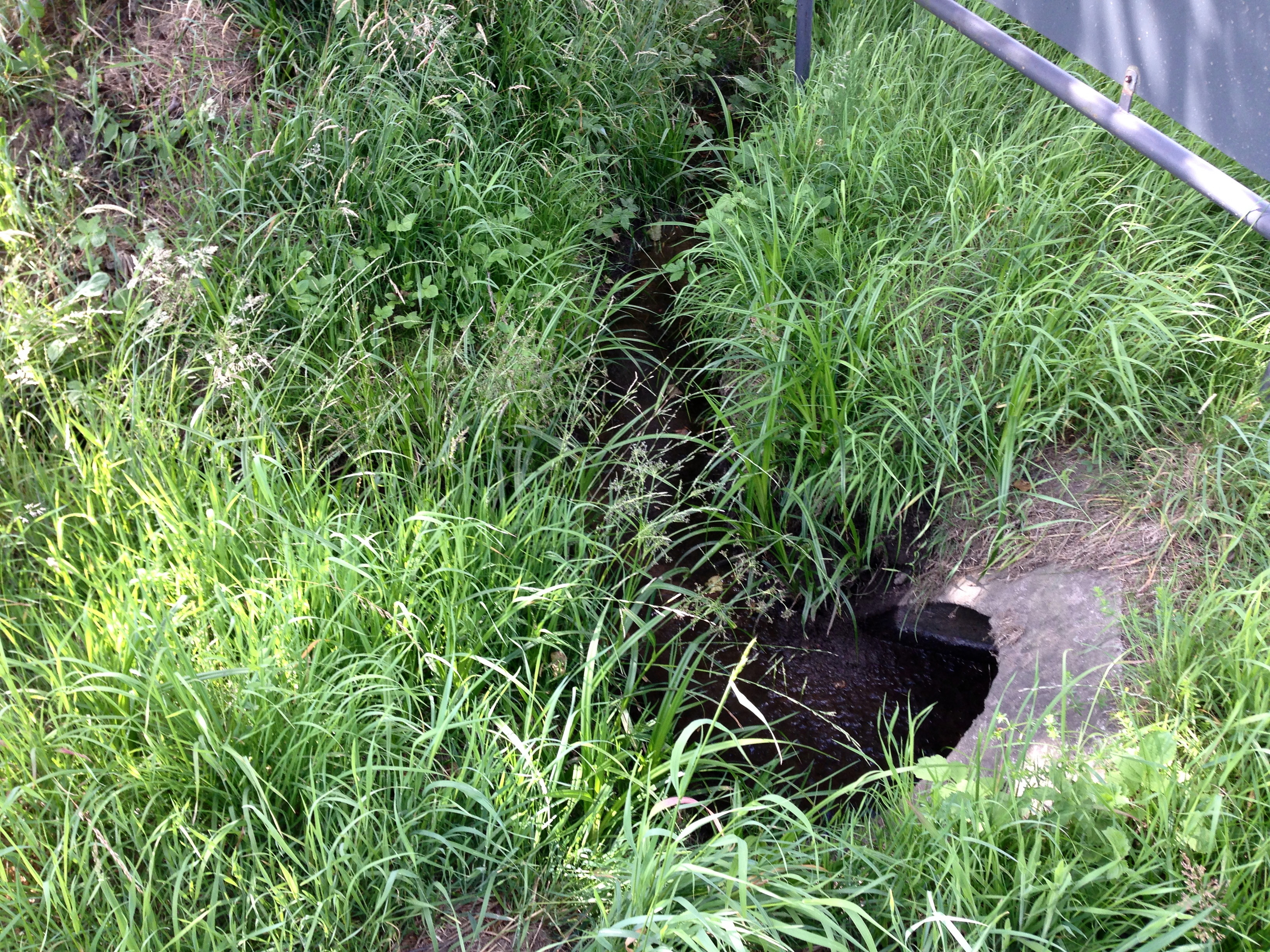

托伊費爾斯巴赫河（德語：Teufelsbach），是德國的河流，位於該國西部，處於北萊茵-威斯特法倫州，屬於阿勞恩巴赫河的左支流，河道全長0.8公里，流域面積0.5平方公里。